# Midlands de l'Est
Les Midlands de l'Est (East Midlands en anglais) sont une région située dans l'est de l'Angleterre. Ses administrations sont localisées à Nottingham.
Sa superficie est de 15 627 km2 (4e région), sa population est de 4 533 000 habitants selon le recensement de 2011 (8e région), soit une densité de 290 hab./km2.

## Divisions administratives
Légende
- AU : autorité unitaire (à la fois comté et district non métropolitain)
- CNM : comté non métropolitain

| Carte                    | Comté cérémonial        | Comté non métropolitain | Districts, boroughs et cités |
| ------------------------ | ----------------------- | --- | --- |
|                          | Derbyshire              | 1. Derbyshire CNM | a) High Peak, b) Derbyshire Dales, c) South Derbyshire, d) Erewash, e) Amber Valley, f) North East Derbyshire, g) Chesterfield, h) Bolsover |
| 2. Derby AU              | Derbyshire              | | |
| Nottinghamshire          | 3. Nottinghamshire CNM  | a) Rushcliffe, b) Broxtowe, c) Ashfield, d) Gedling, e) Newark and Sherwood, f) Mansfield, g) Bassetlaw                        | |
| Nottinghamshire          | 4. Nottingham AU        | | |
| Lincolnshire (en partie) | 5. Lincolnshire CNM     | a) Lincoln, b) North Kesteven, c) South Kesteven, d) South Holland, e) Boston, f) East Lindsey, g) West Lindsey                | |
| Leicestershire           | 6. Leicestershire CNM   | a) Charnwood, b) Melton, c) Harborough, d) Oadby and Wigston, e) Blaby, f) Hinckley and Bosworth, g) North West Leicestershire | |
| Leicestershire           | 7. Leicester AU         | | |
| 8. Rutland AU            |                         | | |
| 9. Northamptonshire CNM  | 9. Northamptonshire CNM | a) South Northamptonshire, b) Northampton, c) Daventry, d) Wellingborough, e) Kettering, f) Corby, g) East Northamptonshire    | |

## Villes
- Derby
- Leicester
- Nottingham
- Northampton

## Tourisme dans les Midlands de l'Est
La région des Midlands de l'Est est une destination touristique moins connue que d'autres régions d'Angleterre. On peut toutefois y trouver de superbes paysages, châteaux et sites historiques. C'est un lieu de prédilection pour les randonnées à pied ou à vélo. On peut aussi y faire du golf et de la voile.